# Langues woiwurrung-taungurung

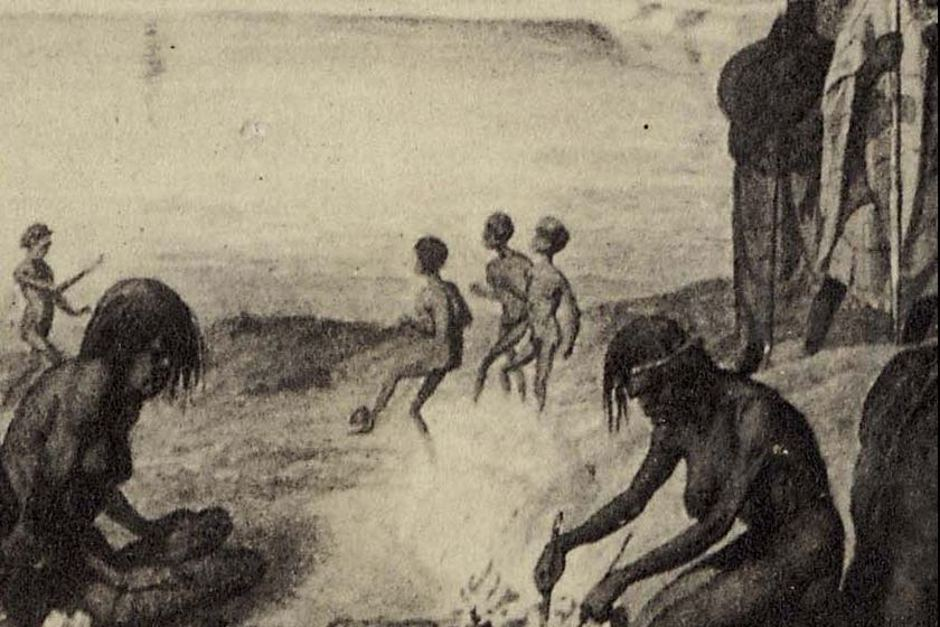
Football Marn Grook, joué par des locuteurs du woiwurrung du clan Wurundjeri, c. 1857

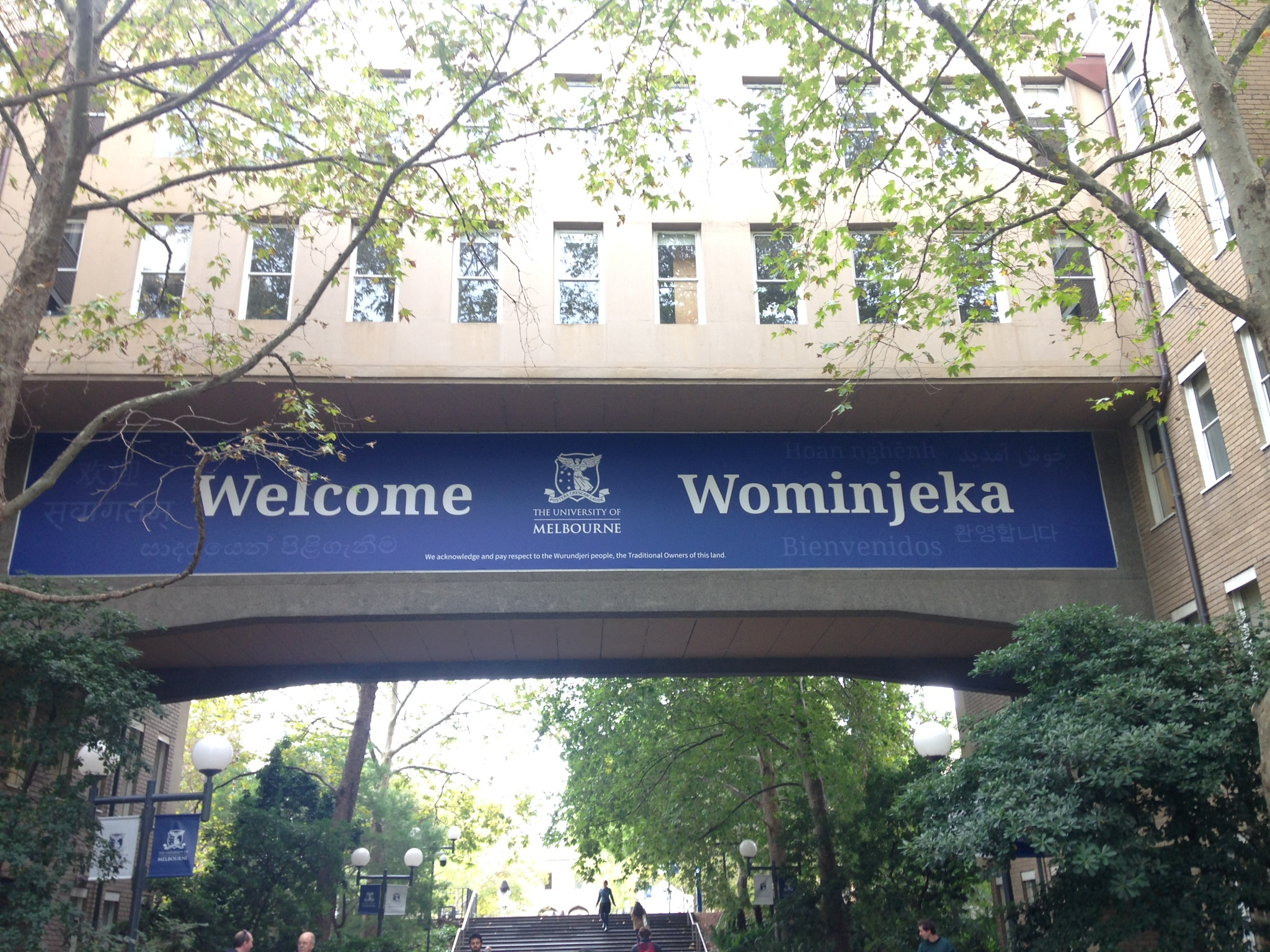
Panneau de bienvenue sur le bâtiment Medley, Université de Melbourne

Le woiwurrung, le taungurung et le boonwurrung  sont langues aborigènes (ou dialectes d'une même langue selon des linguistes) de la nation Kulin du centre Victoria en Australie. Le woiwurrung était parlé par les Woiwurrung et les peuples apparentés du bassin du fleuve Yarra, le taungurung par le Taungurung au nord de la Great Dividing Range dans la vallée de la rivière Goulburn autour de Mansfield, Benalla et Heathcote, et le boonwurrung par les six clans qui composaient le peuple boonwurrung le long de la côte de la rivière Werribee, à travers la péninsule de Mornington, de Western Port Bay à Wilsons Promontory. Elles sont souvent décrites comme des langues distinctes, mais elles étaient mutuellement intelligibles. Ngurai-illamwurrung (Ngurraiillam) était peut-être un nom de clan, un dialecte ou une langue étroitement liée. 

## Langues apparentées
Le boonwurrung est étroitement lié au woiwurrung, avec lequel il partage 93 % de son vocabulaire, et dans une moindre mesure au taungurung parlé au nord de la Cordillère australienne, dans la région de la rivière Goulburn, avec lequel il partage 80 %. Les linguistes considèrent que le woiwurrung, le taungurong et le boonwurrung sont des dialectes d'une seule langue du centre de l'État de Victoria, dont la gamme s'étendait de presque Echuca au nord, jusqu'au promontoire de Wilson au sud. 
R. Brough Smyth a écrit en 1878 que « les dialectes de la tribu wooeewoorong ou wawoorong (rivière Yarra) et de la tribu boonoorong (côte) sont les mêmes. Vingt-trois mots sur trente sont identiques, compte tenu des différences d'orthographe et de prononciation ; cinq ont évidemment les mêmes racines, et seulement deux sont très différents ». 

### Animaux et plantes
Voici quelques mots Boonwurrung pour les animaux et les plantes : 
- Banksia (chèvrefeuille) : Warrak
- Bouton d'or : Gurm-burrut
- Clématite aristata : Minamberang
- Arbre à la menthe poivrée : Wiyal
- Salsepareille : Wadimalin
- Chêne-fille : Tur-run
- Acacia : Garron
- Arbre à thé laineux : Wulep
- Gommier jaune : Dhagurn
- Marguerite d'igname : Murnong

#### Oiseaux
- Cacatoès noir : Yanggai
- Canard noir : Toolum
- Cygne noir : Gunuwarra
- Émeu : Barraimal
- Ibis : Baibadjerruk
- Alouette pie : Dit-dit
- Faucon crécerelle de Nankin : Gawarn
- Pélican : Wadjil
- Caille : Tre-bin
- Oiseau aquatique : Kor-rung-un-un

#### Animaux aquatiques
- Poisson noir : Duat
- Coque : Mur-yoke
- Anguille : Yuk / Ilk
- Tête plate : Dalum
- Grenouille : Ngarret
- Moule : Mur-bone
- Huître : U.yoke
- Pervenche : Pid-de-ron
- Requin : Darrak
- Ornithorynque : Dulai-wurrung[6] ou dulaiwarrung[7]

#### Insectes
- Fourmi : Booran
- Abeille : Murnalong
- Papillon : Balam-balam
- Voler : Garragarrak